# Three Sides Live
Three Sides Live je třetí koncertní album britské skupiny Genesis. Mimo několika skladeb bylo nahráno celé koncem roku 1981. Nahrávky skladeb „Follow You Follow Me“ a „One for the Vine“ vznikly v roce 1980; „Fountain of Salmacis“ v roce 1978 a „It/Watcher of the Skies“ v 1976. Album vyšlo v roce 1982 a jeho producentem byla skupina Genesis.

## Seznam skladeb
Autory všech skladeb jsou Tony Banks, Phil Collins a Mike Rutherford, pokud není uvedeno jinak.
| Pořadí         | Název                                                 | Autor                                                    | Délka |
| -------------- | ----------------------------------------------------- | -------------------------------------------------------- | ----- |
| 1.             | Turn It On Again                                      |                                                          | 5:16  |
| 2.             | Dodo                                                  |                                                          | 7:19  |
| 3.             | Abacab                                                |                                                          | 8:47  |
| 4.             | Behind the Lines                                      |                                                          | 5:26  |
| 5.             | Duchess                                               |                                                          | 6:43  |
| 6.             | Me & Sarah Jane                                       | Banks                                                    | 5:59  |
| 7.             | Follow You Follow Me                                  |                                                          | 4:58  |
| 8.             | Misunderstanding                                      | Collins                                                  | 4:06  |
| 9.             | In the Cage (medley „The Cinema Show“ / „Slippermen“) | Banks, Collins, Peter Gabriel, Steve Hackett, Rutherford | 11:53 |
| 10.            | Afterglow                                             | Banks                                                    | 5:14  |
| 11.            | One for the Vine                                      | Banks                                                    | 11:04 |
| 12.            | The Fountain of Salmacis                              | Banks, Collins, Gabriel, Hackett, Rutherford             | 8:37  |
| 13.            | It / Watcher of the Skies                             | Banks, Collins, Gabriel, Hackett, Rutherford             | 7:22  |
| Celková délka: | Celková délka:                                        | Celková délka:                                           | 92:42 |

## Obsazení
Genesis
- Phil Collins – bicí, perkuse, zpěv
- Tony Banks – klávesy, doprovodný zpěv
- Mike Rutherford – baskytara, kytara, doprovodný zpěv
- Steve Hackett – kytara v „It/Watcher of the Skies“

Doprovodní hudebníci
- Daryl Stuermer – kytara, baskytara
- Chester Thompson – bicí, perkuse
- Bill Bruford – bicí v „It/Watcher of the Skies“